# Prosopis vinalillo
Prosopis vinalillo là một loài thực vật có hoa trong họ Đậu. Loài này được Stuck. miêu tả khoa học đầu tiên.